# 2014 YB35
2014 YB35, альтернативна назва 2014 YB35 астероїд групи Аполлона. Виявлено 27 грудня 2014 р. Діаметр близько 520 метрів і вважається потенційно небезпечним астероїдом.
Відстань між об'єктом і нашою планетою в момент зближення 27 березня 2015 р. в 11,7 разів перевищувала відстань між Землею і Місяцем.
Це 4,5 мільйона кілометрів. Астероїд наблизиться до Землі на ще більш близьку відстань в березні 2033 р. і в 2128 р.